# Національна музична академія України імені Петра Чайковського
Національна музична академія України ім. П. І. Чайковського — вищий державний музичний навчальний заклад IV рівня акредитації, веде свою історію з 1863 року, займає провідне місце серед музичних вузів України та одне з провідних у світі.

## Історичний нарис

### 1863—1913
27 жовтня 1863 року відкрите Київське відділення Російського музичного товариства (З 1868 — Імператорське російське музичне товариство). У січні 1868 року на його основі відкрилося Київське музичне училище.
Першу задокументовану спробу підвищення статусу музучилища до консерваторії здійснив тогочасний керівник училища Людвіг Альбрехт у 1876 році, проте вона зазнала невдачі, а сам ініціатор згодом був знятий з посади директора, і його змінив Володимир Пухальський.
Друга задокументована спроба підвищення статусу була здійснена Антоном Рубінштейном 27 березня 1891 року, втім і ця спроба за свідченнями Йосипа Міклашевського не була успішною з економічних причин.
Утретє така спроба була здійснена у 1908 році Олександром Глазуновим у листі-клопотанні до голови ІРМТ принцеси Олени Саксен-Альтенбурзької, а фінансове обгрунтування цієї пропозиції включало підвищення плати за навчання та продаж частини землі, що належала Київському відділенню ІРМТ. У відповіді ІРМТ питання заснування консерваторії було, натомість, вирішено відкласти.
У 1910 році клопотання щодо надання статусу консерваторії підтримав Сергій Рахманінов, написавши у листі Головній дирекції ІРМТ від 19 квітня 1910:
| «Оскільки моя поїздка до Києва була пов'язана з клопотанням Київського училища про перейменування в консерваторію, то одразу ж додам, що я вважаю це клопотання цілком виправданим і сам охоче до нього приєднуюся... Постановка справи в училищі таку реформу виправдовує»[7] |
Повідомлення принцеси О. Г. Саксен-Альтенбурзької про позитивне рішення щодо відкриття консерваторії датується 16 травня 1913 року, а урочиста церемонія відкриття консерваторії за участю принцеси Альтенбурзької та інших офіційних осіб відбулася 3 листопада 1913 і була приурочена до 50-річного ювілею Київського відділення ІРМТ. Впродовж понад 105 років цей день відзначався, як день заснування Київської консерваторії.

### 1913—1991
Упродовж 1924—1928 навчальний заклад функціонував у статусі музичного технікуму з правом надання вищої музичної освіти за виконавськими спеціальностями. З 1928 по 1934 рр. технікум діяв у складі Музично-драматичного інституту імені М. В. Лисенка, а у 1934 році був відокремлений і реорганізований у Київську державну консерваторію.
У 1934—1935 навчальному році при консерваторії відкрили одну з перших у Радянському Союзі середню спеціальну музичну школу-десятирічку.
1938 року консерваторія була нагороджена орденом Леніна (у зв'язку з 25-річним ювілеєм). 9 травня 1940-го консерваторії присвоєно ім'я Петра Чайковського з нагоди 100-річного ювілею композитора.
У роки Німецько-радянської війни Київська консерваторія була частково евакуйована до Свердловська, а частково (з жовтня 1941) продовжувала діяти в окупованому Києві під назвою Музично-драматична консерваторія на умовах самооплатності у приміщенні школи № 57 на вул. Прорізній, одним із її очільників був Остап Лисенко.

### Після 1991
1995 року Указом Президента України консерваторія набула статусу Національної музичної академії України ім. П. І. Чайковського. 
У 2004 році студенти академії брали участь в подіях Помаранчевої революції, попри спротив керівництва академії, студентам вдалося добитися офіційного дозволу на розміщення 50 протестувальників в її приміщенні.
У 2012 році студенти НМАУ піднімали питання про викладання українською мовою.
Під час Євромайдану академія надавала приміщення для розміщення активістів від партії УДАР і від «Батьківщини». В ході бою 18-20 лютого у приміщення консерваторії увійшли самооборонці сотника Парасюка, які тримали оборону Майдану від атак «Беркуту», того ж дня у фоє Великого залу консерваторії було влаштовано лазарет для поранених протестувальників.
У 2020 році Вченою радою НМАУ було вирішено вважати днем заснування закладу день заснування Київського відділення Імператорського російського музичного товариства (27 жовтня 1863 року), відповідні зміни було внесено до статуту НМАУ.

## Питання відмови від імені П.Чайковського

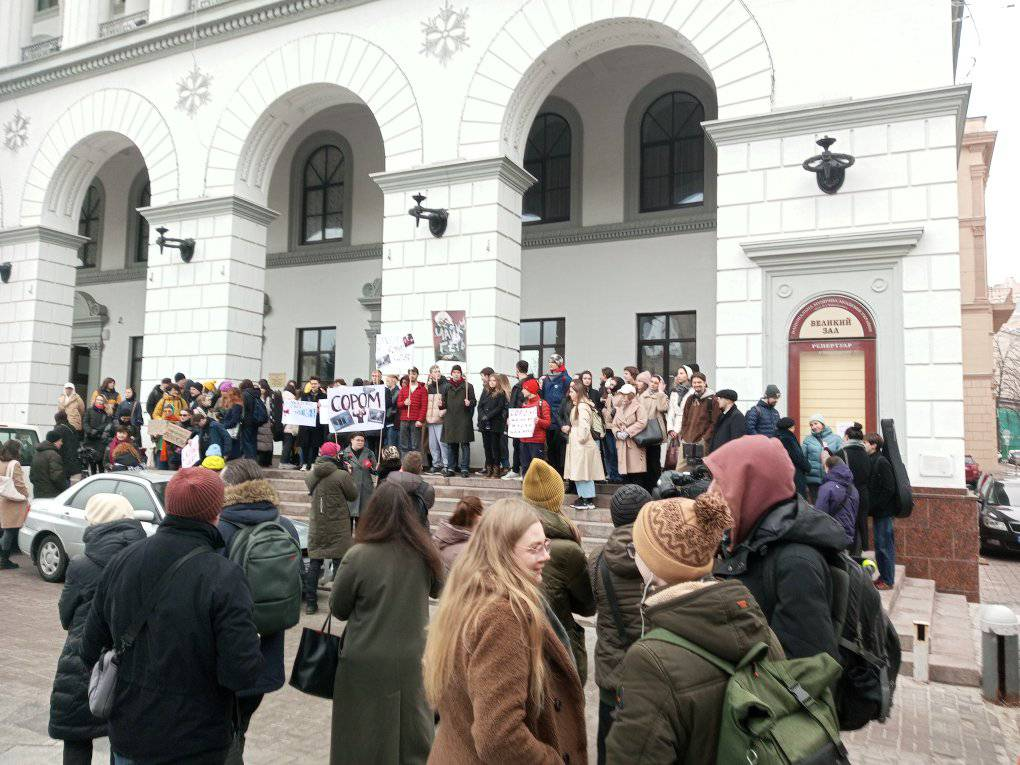
Протест студентів, абсольвентів та викладачів НМАУ ім. П.І. Чайковського з вимогою вилучити присвяту ім. російського композитора з назви закладу

У 2022 році, на тлі російського вторгнення в Україну, було порушене питання щодо відмови від імені П. І. Чайковського. Відповідний відкритий лист опублікувала професор НМАУ О. Корчова, Студентським науковим товариством НМАУ було проведено опитування, в якому взяли участь 161 респондент, з яких понад 75 % висловилось у підтримку перейменування закладу, оприлюднено відритий лист студентів та випускників НМАУ, що зібрав 261 підпис. Подано 4 петиції, що не зібрали достатньої кількості підписів — 20 червня 2022 до Кабміну, і три президенту: 2 листопада 2022, 27 грудня 2022 і 13 лютого 2023.
Ініціатори перейменування вказують на те, що «НМАУ впізнають та ідентифікують за Чайковським, а значить сприймають як частину „великої російської культури“» (О. Корчова), сам Чайковський «є світовим брендом рашистської культури» (Ю. Чекан), «найвірнішим служником Російської імперії» (Л.  Грабовський) і «одним із символів держави-агресора» (М. Стріха ").
16 червня 2022 року вчена рада НМАУ одноголосно виступила проти перейменування, що викликало негативну реакцію значної частини української музичної спільноти. 26 грудня 2022 року на загальних зборах трудовий колектив НМАУ відмовився перейменовувати свій заклад, це рішення міністр культури О. Ткаченко назвав таким, що «не враховує рекомендацій профільного комітету ВРУ та Експертної Ради з питань подолання наслідків русифікації та тоталітаризму». На знак протесту проти рішення загальних зборів, із закладу звільнилися О. Корчова, В. Сіренко та А. Загайкевич. 
Натомість проти перейменування виступили Ю. Рибчинський, А. Кочерга, патріарх Філарет, на ім'я ректора НМАУ надійшли листи від окремих осіб з-за кордону. Аргументи противників перейменування викладені у експертному висновку Інституту українознавства та історика А. Павка, це: 1) «козацький родовід композитора», 2) наявність «творів на слова Т.Шевченка», 3) наявність «до 40 музичних творів, написаних в Україні», 4) «пропозиція 1890 про реорганізацію Київського музучилища у консерваторію». 
Наведені аргументи були спростовані Ю. Чеканом, О. Островським, А. Бондаренком, які вказали на переважання у родоводі композитора російських коренів та задокументовану в епістолярній спадщині самоідентифікацію П. Чайковського, як росіянина, звернення композитора до російських перекладів або інтерпретацій творчості Шевченка замість оригінальних текстів, відсутність документальних свідчень про причетність П. Чайковського до реорганізації училища.
Аргументи проти існування імені Чайковського в назві академії представлені також у офіційному фаховому висновку Українського інституту національної пам'яті (УІНП) від 29 листопада 2023 року. УІНП вважає, що надання Київській консерваторії імені П. Чайковського було втіленням русифікації і російської імперської політики, спрямованої на нав'язування використання російської мови, пропагування російської культури як вищих, порівняно з іншими національними мовами та культурами, витіснення з ужитку української мови, звуження українського культурного та інформаційного простору. За висновком УІНП «назва Національна музична академія України імені П. І. Чайковського містить символіку російської імперської політики, а подальше функціонування цієї назви з використанням імені П. І. Чайковського є пропагандою російської імперської політики».

## Міжнародна співпраця
2019 року НМАУ розпочала співробітництво з Університетом міста Хеншуй в Китаї, в рамках якої передбачене відкриття консерваторії у Хеншуї за участі НМАУ, співробітництво у підготовці музичних кадрів та матеріальна допомога.
У червні 2019 року за підтримки Штаб-квартири Інституту Конфуція НМАУ та Центральною консерваторією музики (ЦКМ) був заснований Музичний центр Конфуція при НМАУ імені П. І. Чайковського. Завдання Центру — створення та виконання оперного репертуару, освітня діяльність, тури та експозиції; він стане осередком досліджень китайської музики і культурного обміну серед країн «Один Пояс, Один Шлях» для Центрально-Східної Європи та всього світу.
У 2023 році  академія відкрила музичну кафедру ЮНЕСКО, що стала четвертою (за повідомленнями українських ЗМІ — першою) кафедрою ЮНЕСКО музичного профілю. З 2023 НМАУ - член міжнародної асоціації оперного мистецтва Opera Europa.

## Рейтинги
У 2019 році академія посіла перше місце серед вищих мистецьких навчальних закладів України за версією Топ 200 — Україна. Згідно з консолідованим рейтингом закладів вищої освіти освітнього ресурсу «Освіта.ua» зайняла 103-місце серед закладів вищої освіти України
У 2023 році заклад переміг у всеукраїнському рейтингу мистецьких закладів вищої освіти за версією компанії «Active Group» (2023) та посів 10 сходинку у рейтингу ресурсу «Освіта.ua» серед мистецьких ЗВО і 2015 — серед усіх ЗВО.

## Будівля

Новорічна ілюмінація будівлі оперної студії Національної музичної академії.

Сучасний будинок НМАУ зведено в 1890-х (колишній готель «Континенталь», архітектори Едуард Брадтман та Георгій Шлейфер), під час Німецько-радянської війни зруйнований через вибухи й пожежі, влаштовані НКВС; 1955–1958 будинок перебудовано й добудовано концертний зал (архітектори Лев Каток та Я. Красний). Розташовується на вулиці архітектора Городецького 1/3, поруч із Майданом Незалежності.

## Оперна студія
При НМАУ працює оперна студія, яка є «єдиною з усіх українських студій, маючи чудову матеріальну базу, функціонує як самостійний оперний театр». Оперна студія була відкрита 1938 року, вистави проходять у Великій залі НМАУ, яка з 28 квітня 2017 року носить ім'я героя України Василя Сліпака
В оперній студії при НМАУ працювали народні артисти УРСР, диригенти — В. Пірадов, В. Тольба, режисер — Д. Гнатюк. З 2011 року керівник оперної студії — С. Голубничий
У різні роки ставились опери українських авторів — «Запорожець за Дунаєм» С. Гулака-Артемовського, «Наталка Полтавка» та «Ноктюрн» М. Лисенка, «Катерина» М. Аркаса, «Марина» Г. Жуковського, «Ельза Штраус» («Ельдорадо») О. Сандлера, «Лісова пісня» Віталія Кирейка. Серед опер зарубіжних авторів до 2019 року деякі ставились в українських перекладах (зокрема «Севільський цирульник» Дж. Россіні, «Фауст» Ш. Гуно, «Травіату» Дж. Верді — в постановці Д. Гнатюка, «Джанні Скіккі» Дж. Пуччіні у постановці В. Пальчикова), деякі — в російських (напр. Весілля Фігаро В. А. Моцарта).

Серед прем'єрних постановок 2010-х років в українському перекладі — «Чарівна флейта» В. А. Моцарта, «Дон Паскуале» Г. Доніцетті. (режисер — О. Шевельова), «Мартінова брехня» Дж. Менотті (режисер — Ю. Журавкова), Іспанська година" М. Равеля (режисер і переклад — Т. Воронова) та «Медіум» Дж. Менотті (режисер і переклад — О. Співаковський).

Опера Фауст на сцені оперної студії Національної музичної академії.

У жовтні 2019 року Вченою радою було ухвалено рішення про відмову від використання українських перекладів в роботі оперної студії, що спонукало до публічних звернень до М. Тимошенка М. Стріхи та О. Пономаріва, також питання мови в опері було порушене групою науковців і перед міністром культури, молоді та спорту В. Бородянським. Згодом це рішення не виконувалось.

## Ректори
- Володимир Пухальський (1913—1914)
- Рейнгольд Глієр (1914—1920)
- Фелікс Блуменфельд (1920—1922)
- Костянтин Михайлов (1922—1926)
- Абрам Луфер (1934—1948)
- Олександр Климов (1948—1954)
- Андрій Штогаренко (1954—1968)
- Іван Ляшенко (1968—1974)
- Микола Кондратюк (1974—1983)
- Олег Тимошенко (1983—2004)
- Володимир Рожок (2004—2018)
- Максим Тимошенко з 2018[86].

## Видатні викладачі та випускники
За роки існування консерваторії в ній працювали: Г. Бекмішев, М. Берденников, В. Буймістер, З. Гайдай, О. Гродзинський, К. Данькевич, Д. Євтушенко, М. Леонтович, М. Литвиненко-Вольгемут, З. Ліхтман, Б. Лятошинський, Л. Каверіна, О. Климов, С. Козолупов, Л. Колодуб, В. Косенко, К. Михайлов, А. Пазовський, І. Паторжинський, Р. Разумова, Л. Ревуцький, Я. Степовий, К. Стеценко, Г. Таранов, В. Тольба, Є. Чавдар, А. Штогаренко, Ф. Цвєтков, Б. Яворський. 
Серед випускників консерваторії — М. Берденников, В. Буймістер, М. Вериківський, Д. Гнатюк, І. Карабиць, П. Кармалюк, П. Козицький, В. Конощенко, Б. Лятошинський, Г. Майборода, П. Майборода, Є. Мірошниченко, Д. Петриненко, М. Рахлін, Л. Ревуцький, Л. Руденко, В. Сильвестров, Є. Станкович, Є. Червонюк та інші.